# Kayan (rzeka)
Kayan – rzeka w Indonezji na wyspie Borneo. Jej długość wynosi 576 km; jest najdłuższą rzeką prowincji Borneo Północne.
Źródła w górach Iran, płynie w kierunku północno-wschodnim przez prowincję Borneo Wschodnie, uchodzi deltą do morza Celebes.
Na rzece ma powstać elektrownia wodna, której moc będzie wynosić 9000 MW.